# 陈氏 (孙神妻)
陈氏（?—?），西魏人，河北孙神之妻。
孙神当去戍边，主管官吏把他安排在夏州，孙神以路途远。有死去的兄长留下的侄子，需要让他代替自己。陈氏说：“为国戍边，道路辽远，自己都不肯去，怎能以孤侄代替！天下议论，谁能答应？”孙神感念其言，于是出发。在戍所没有多时，就去世了。陈氏看到棺柩非常伤心，大哭一场不久去世。西魏文帝下诏表彰其门闾。